# Шмидт, Рихард
Рихард Шмидт (нем. Richard Schmidt; род. 23 мая 1987, Трир) — немецкий спортсмен, Олимпийский чемпион в академической гребле (M8+) 2012 года, пятикратный чемпион мира, трёхкратный чемпион Европы. Двукратный серебряный призёр Олимпийских игр (2016 и 2020).

## Карьера
С 2004 года начал выигрывать медали среди юниоров. Увлекается гандболом.
Олимпийский чемпион, трёхкратный чемпион мира, трёхкратный чемпион Европы.